# Piotr Iwaszka
Piotr Anatoljewicz Iwaszka (biał.: Пётр Анатольевіч Івашка; ros.: Пётр Анатольевич Ивашко, Piotr Anatoljewicz Iwaszko; ur. 25 sierpnia 1971 w Siannie) – białoruski biathlonista, trzykrotny mistrz świata.

## Kariera
W Pucharze Świata zadebiutował 9 grudnia 1993 roku w Bad Gastein, kiedy zajął 63. miejsce w biegu indywidualnym. Pierwsze punkty zdobył 16 grudnia 1993 roku w Pokljuce, zajmując 24. miejsce w tej samej konkurencji. Nigdy nie stanął na podium indywidualnych zawodów tego cyklu, nigdy też nie uplasował się w czołowej dziesiątce. Najlepsze wyniki osiągnął w sezonie 1998/1999, kiedy zajął 54. miejsce w klasyfikacji generalnej.
Na mistrzostwach świata w Ruhpolding wspólnie z Olegiem Ryżenkowem, Aleksandrem Popowem i Wadimem Saszurinem zwyciężył w biegu drużynowym. Był to pierwszy w historii złoty medal dla Białorusi w tej konkurencji. Wynik ten Białorusini w tym samym składzie powtórzyli podczas mistrzostw świata w Osrblie rok później. Ponadto na mistrzostwach świata w Kontiolahti/Oslo w 1999 roku razem z Saszurinem, Ryżenkowem i Ołeksijem Ajdarowem zwyciężył w sztafecie, zdobywając pierwszy złoty medal dla Białorusi w tej konkurencji. Na tej samej imprezie był też między innymi piętnasty w sprincie. Nigdy nie wystartował na igrzyskach olimpijskich.

## Osiągnięcia

### Mistrzostwa świata
| Rok  | Miejscowość      | Konkurencje | Konkurencje | Konkurencje | Konkurencje | Konkurencje | Konkurencje | Konkurencje |
| Rok  | Miejscowość      | IN          | SP          | PU          | MS          | RL          | MR          | SR          |
| ---- | ---------------- | ----------- | ----------- | ----------- | ----------- | ----------- | ----------- | ----------- |
| 1996 | Ruhpolding       | –           | –           | nd.         | nd.         | –           | nd.         | –           |
| 1997 | Osrblie          | –           | –           | –           | nd.         | –           | nd.         | –           |
| 1999 | Kontiolahti/Oslo | 57.         | 15.         | 22.         | –           | 1.          | nd.         | –           |
| 2000 | Oslo/Lahti       | DNF         | 41.         | 40.         | –           | –           | nd.         | –           |

### Puchar Świata

#### Miejsca w klasyfikacji generalnej
| Sezon     | Miejsce |
| --------- | ------- |
| 1993/1994 | 64.     |
| 1994/1995 | 74.     |
| 1995/1996 | 66.     |
| 1996/1997 | 61.     |
| 1997/1998 | -       |
| 1998/1999 | 54.     |
| 1999/2000 | 55.     |

#### Miejsca na podium chronologicznie
Iwaszka nigdy nie stanął na podium indywidualnych zawodów PŚ.